# 홑원소 물질
홑원소 물질(simple substance) 또는 동종핵 화합물(homonuclear compound)은 순물질이면서 구성하는 원소가 하나뿐인 물질이다.

## 같이 보기
- 화합물
- 동종핵 분자